# Sigma Phi

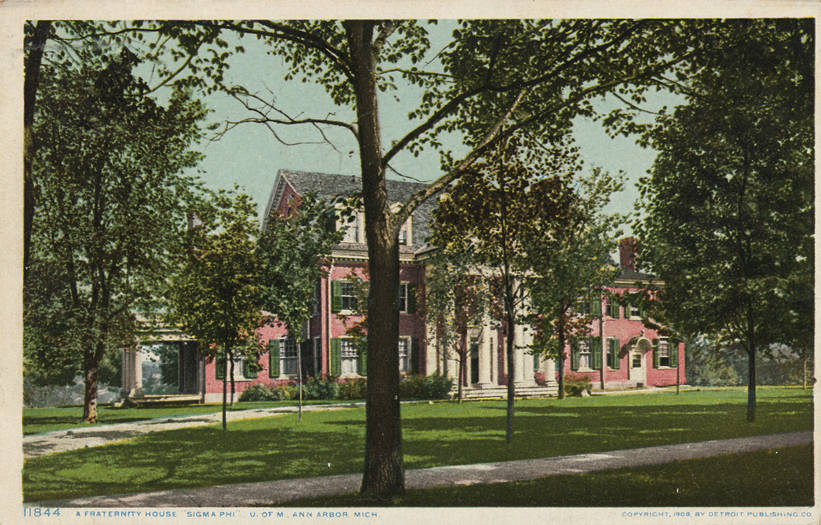
Sede della Sigma Phi all'Università del Michigan, anni 1900

La Sigma Phi Society (ΣΦ) fu fondata il 4 marzo 1827 presso il campus dell'Union College come parte dell'Union Triad a Schenectady. È stata la seconda organizzazione di fratellanza e sorellanza denominata con lettera greca fondata negli Stati Uniti. La Sigma Phi Society fu la prima organizzazione di lettera greca a istituire un capitolo in un altro college, che ebbe luogo con la fondazione della Beta of New York all'Hamilton College nel 1831, rendendola la prima Organizzazione Nazionale Greca. Sigma Phi è un membro della North American Interfraternity Conference.
Notare anche che Alpha chapter di Sigma Phi, sito all'Union College, è stato operativo senza soluzione di continuità fin dal 1827, facendo di lui il più antico capitolo di fratellanza attivo in continuità negli Stati Uniti.
Le pratiche e i rituali della Sigma Phi Society sono relativamente sconosciuti a causa della sua istituzione e della successiva considerazione, quale società segreta.

## Capitoli

### Capitoli attivi
- Alpha of New York, (1827) Union College
- Alpha of Vermont, (1845) Università del Vermont
- Alpha of Michigan, (1858) Università del Michigan
- Epsilon of New York, (1890) Cornell University
- Alpha of Wisconsin, (1908) Università del Wisconsin-Madison
- Alpha of California, (1912) Università della California - Berkeley
- Alpha of Virginia, (1953) Università della Virginia
- Alpha of North Carolina, (2008) Università della Carolina del Nord

### Capitoli non attivi
- Alpha of Massachusetts, (1834-1968) Williams College, ora dormiente
- Beta of New York, (1831-2019) Hamilton College, ora dormiente
- Gamma of New York, (1835-1848) Università di New York, ora dormiente
- Delta of New York, (1840) Hobart College, sospeso
- Alpha of New Jersey, (1853-1858) Università di Princeton, ora dormiente
- Alpha of Pennsylvania, (1887-2002) Lehigh University, ora dormiente

Alcuni di questi possiedono edifici iscritti sul National Register of Historic Places, come il Thorsen House a Berkeley, California.  L'Alpha del Michigan, l'Alpha della California, il Beta di New York hanno tentato, con successi alterni, di includere non-maschi nell'organizzazione.

## Allievi famosi
- Thomas Fielders Bowie – Uno dei membri fondatori di Sigma Phi e membro del trentaquattresimo e trentacinquesimo Congresso degli Stati Uniti.
- Sen. Elihu Root - Ministro della Guerra e Segretario di Stato nell'amministrazione di Theodore Roosevelt. Root è anche stato insignito del Premio Nobel per la Pace ed è stato anche Senatore degli Stati Uniti.[4]
- Earl Warren - Presidente della Corte suprema degli Stati Uniti d'America, Governatore della California.
- James Schoolcraft Sherman - Vice Presidente sotto William Howard Taft.
- Arthur C. Nielsen Jr., figlio di Arthur C. Nielsen creatore di Nielsen ratings[5] (entrambi furono membri Sigma Phi).
- Henry Rathbone, maggiore dell'Esercito USA durante la guerra civile e presente al Teatro Ford durante l'attentato al Presidente Lincoln: fu accoltellato cercando di afferrare l'attentatore.
- Elias Peissner, professore di Tedesco e di Economia Politica all'Union College; morì "alla testa dei suoi uomini" nella battaglia di Chancellorsville durante la guerra civile.
- On. Ken Dryden - Hockey Hall of Fame; membro del Parlamento del Canada.
- Rep. Hastings Keith – Membro del Congresso degli Stati Uniti per il Massachusetts.
- Rep. John Cochrane - Membro del Congresso degli Stati Uniti, Procuratore Generale di New York e Brigadiere generale nella guerra civile.